# Тронд Нюмарк
Тронд Нюмарк (норв. Trond Nymark; нар. 28 грудня 1976) — норвезький легкоатлет, який спеціалізувався на спортивній ходьбі.

## Спортивні досягнення
Учасник трьох олімпійських зах́одів з шосейної ходьби на 50 кілометрів — фінішував 13-м у 2004 та 18-м у 2012, не зміг фінішувати через проблеми зі здоров'ям у 2008.
Чемпіон світу з шосейної ходьби на 50 кілометрів (2009). На інших чемпіонатах світу фінішував у цій дисципліні 4-м (2005), 8-м (2003, 2007) та 17-м (2011).
Срібний (2006) та бронзовий (2008) призер в особистому заліку Кубків світу з шосейної ходьби на 50 кілометрів (2010).
На чемпіонатах Європи у шосейній ходьбі на 50 кілометрів фінішував 4-м (2006), 5-м (2002) та 19-м (1998).
Срібний призер в особистому заліку Кубка Європи з шосейної ходьби на 50 кілометрів (2007). Фінішував 10-м в особистому заліку Кубка Європи з шосейної ходьби на 50 кілометрів (2000).
Чемпіон Норвегії з ходьби доріжкою стадіону на 5000 метрів (2010) та 10000 метрів (1997, 1998, 2005).
Чемпіон Норвегії з шосейної ходьби на 10 кілометрів (2010), 20 кілометрів (1997, 2000, 2004, 2010) та 50 кілометрів (1998, 1999, 2004, 2005, 2010).
Чемпіон Норвегії в приміщенні з ходьби на 5000 метрів (1998, 1999, 2002).